# Serment d'Hippocrate
Cet article possède un paronyme, voir Serment d'hypocrite.

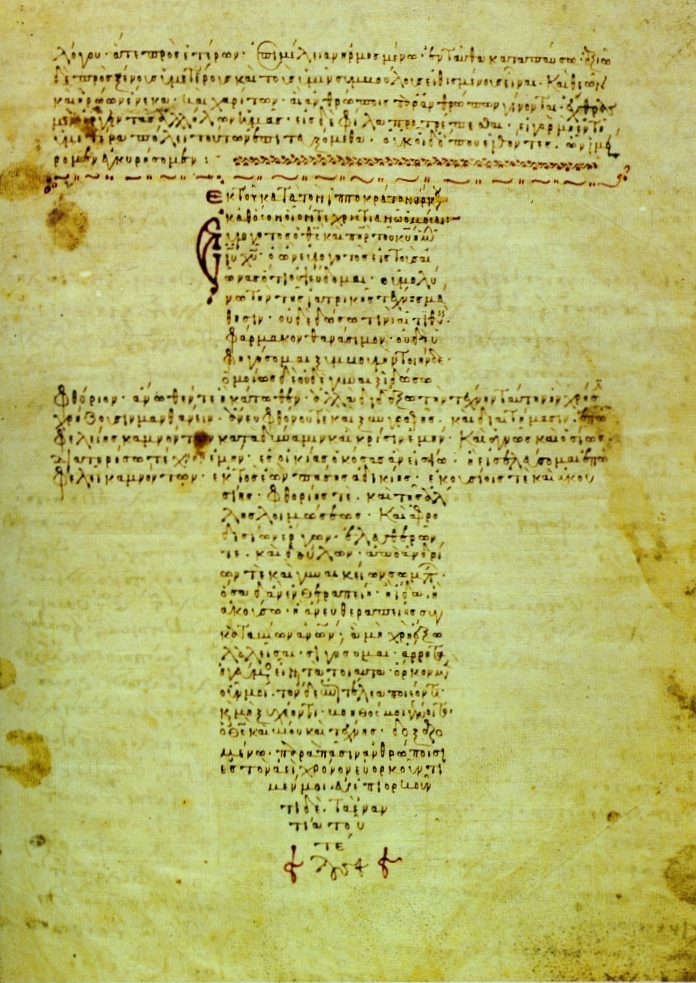
Publication byzantine du XIIe siècle du serment.

Le serment d’Hippocrate est un serment traditionnellement prêté par les médecins, chirurgiens-dentistes et les sages-femmes en Occident avant de commencer à exercer. Le texte original de ce serment, probablement rédigé au IVe siècle av. J.-C., appartient aux textes de la Collection hippocratique, traditionnellement attribués au médecin grec Hippocrate. Le serment d'Hippocrate peut être considéré comme le texte fondateur de la déontologie médicale.
Dans sa forme historique, ce serment n'a pas de valeur juridique, les médecins étant soumis à des codes nationaux régulièrement actualisés. Dans ses formes modernes, la prestation d'un serment médical a gardé sa valeur symbolique.

## Le texte d'origine
Traduction par Émile Littré du serment d'origine :

« Je jure par Apollon, médecin, par Asclépios, par Hygie et Panacée, par tous les dieux et toutes les déesses, les prenant à témoin que je remplirai, suivant mes forces et ma capacité, le serment et l'engagement suivants :
Je mettrai mon maître de médecine au même rang que les auteurs de mes jours, je partagerai avec lui mon savoir et, le cas échéant, je pourvoirai à ses besoins ; je tiendrai ses enfants pour des frères, et, s'ils désirent apprendre la médecine, je la leur enseignerai sans salaire ni engagement. Je ferai part de mes préceptes, des leçons orales et du reste de l'enseignement à mes fils, à ceux de mon maître et aux disciples liés par engagement et un serment suivant la loi médicale, mais à nul autre.
Je dirigerai le régime des malades à leur avantage, suivant mes forces et mon jugement, et je m'abstiendrai de tout mal et de toute injustice. Je ne remettrai à personne du poison, si on m'en demande, ni ne prendrai l'initiative d'une pareille suggestion ; semblablement, je ne remettrai à aucune femme un pessaire abortif. Je passerai ma vie et j'exercerai mon art dans l'innocence et la pureté.
Je ne pratiquerai pas l'opération de la taille, je la laisserai aux gens qui s'en occupent.
Dans quelque maison que j'entre, j'y entrerai pour l'utilité des malades, me préservant de tout méfait volontaire et corrupteur, et surtout de la séduction des femmes et des garçons, libres ou esclaves.
Quoi que je voie ou entende dans la société pendant, ou même hors de l'exercice de ma profession, je tairai ce qui n'a jamais besoin d'être divulgué, regardant la discrétion comme un devoir en pareil cas.
Si je remplis ce serment sans l'enfreindre, qu'il me soit donné de jouir heureusement de la vie et de ma profession, honoré à jamais des hommes ; si je le viole et que je me parjure, puissé-je avoir un sort contraire ! »

En 1839, paraît à Paris, chez l'éditeur Jean-Baptiste Baillière, le premier tome des Œuvres complètes d'Hippocrate édition critique en français, avec le texte grec en regard, traduction d'Émile Littré. Ce dernier a placé dans ce premier tome, les textes éthiques, et en premier de ces textes, celui intitulé Le Serment. Il s'agit d'un texte très court, sans présentation, ni commentaire, tel qu'on peut le lire ci-dessus.
On peut comparer la version de Littré avec une version plus moderne, qui serait plus proche du grec ancien, celle de Jacques Jouanna. Toutefois, la version de Littré reste une référence, par sa fidélité à l'original, et sa qualité littéraire (langue française du XIXe siècle).

## Contexte historique
Les textes hippocratiques sont un ensemble de textes d'auteurs différents (dont Hippocrate lui-même) rédigés sur une période d'un siècle à peu-près, probablement autour de 440-360 av. J.-C. On sait peu de choses sur la datation exacte du Serment, ni pourquoi, ni dans quel but il a été rédigé, ni même qui étaient précisément les prestataires de ce serment.

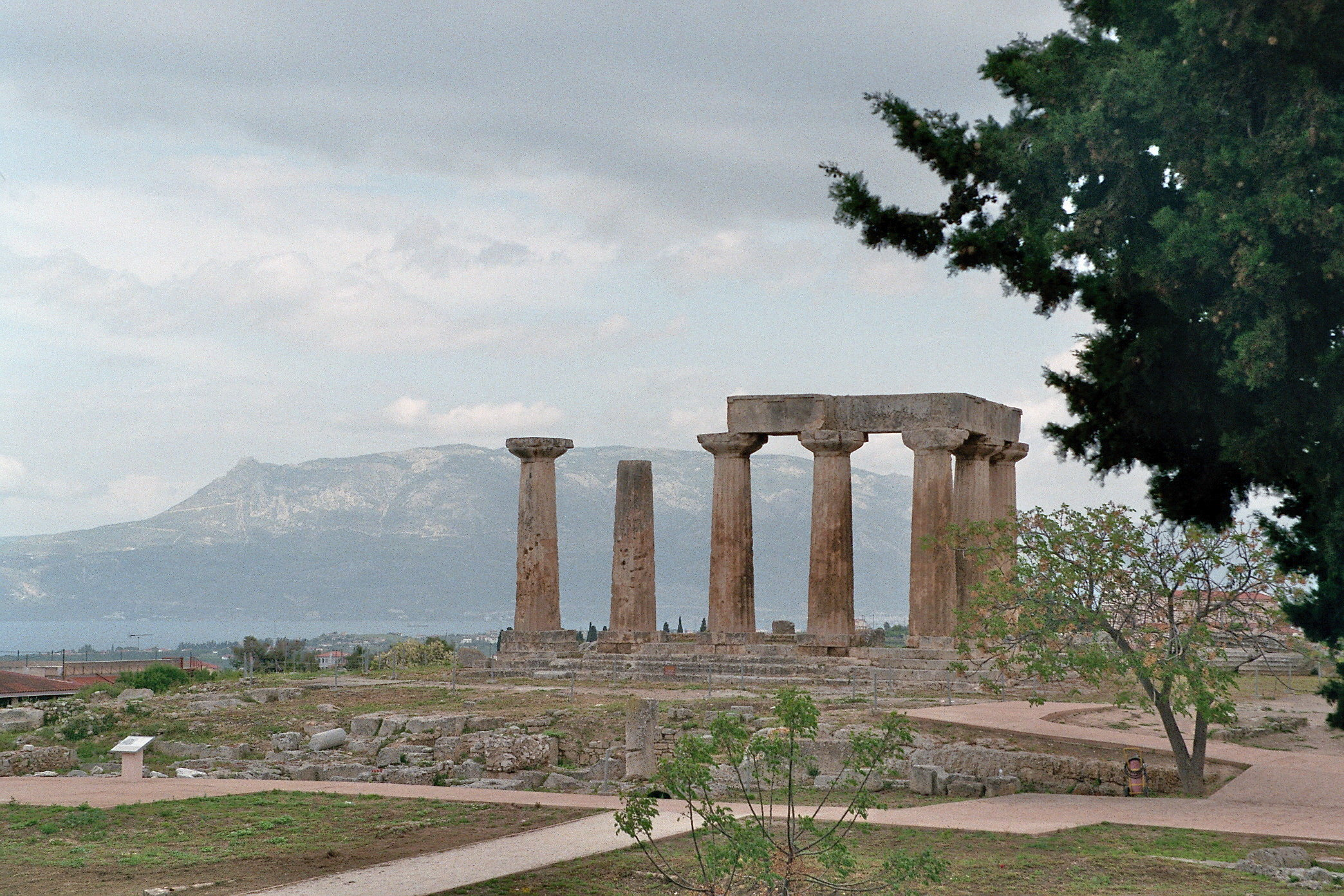
Temple d'Apollon à Corinthe.

En Grèce antique, l'exercice de la médecine n'était pas règlementé comme aujourd'hui. L'art de soigner était entièrement libre, depuis les prêtres-guérisseurs des temples et sanctuaires, jusqu'aux exorcistes et rebouteux. De ce vaste ensemble émergent des communautés familiales spécialisées dans l'art médical. Ce sont les Asclépiades, qui se transmettent savoirs et pratiques, de père en fils, par apprentissage dès l'enfance. Hippocrate appartenait à l'une de ces familles qui faisaient partie de l'élite culturelle, au contact des grands courants philosophiques et scientifiques grecs. Le Serment semble se placer au moment où ces communautés familiales s'élargissent aux étrangers (par adoption ou contre rémunération) pour leur enseigner la médecine.
Les Asclépiades se seraient séparés des prêtres-guérisseurs, pour envisager les maladies comme un phénomène naturel et logique, et non pas comme une colère divine. Ce ne sont pas des athées : la nature est bien d'origine divine, mais la nature elle-même est soumise à des règles autonomes, accessibles à la raison humaine. « Le médecin-philosophe est l'égal des Dieux » (Hippocrate. De la Bienséance, 5).
Ces médecins sont itinérants, pratiquant la médecine de cités en cités, la plupart des cités grecques de cette époque ne dépassant guère quelques milliers d'habitants. Venant de l'extérieur, le médecin doit inspirer la confiance en offrant des marques de respect. Notamment en transposant le respect des sanctuaires sacrés à celui du domicile du malade,.

## Analyses et commentaires
Selon A. Debru, presque chaque mot du Serment a fait l'objet de controverses et de nouvelles hypothèses.
Ce serment commence par une invocation aux Dieux, puis il se compose de deux parties bien distinctes et sans transition. La première concerne les devoirs de l'élève envers son maître, cette partie a l'allure d'un contrat (engagement contractuel). La deuxième concerne les devoirs envers les malades, avec des obligations et des interdits, cette partie a l'allure d'un code ou d'une table de commandements. Enfin le texte se termine par une louange et une malédiction, selon la teneur de l'engagement.

### Devoirs envers le maître

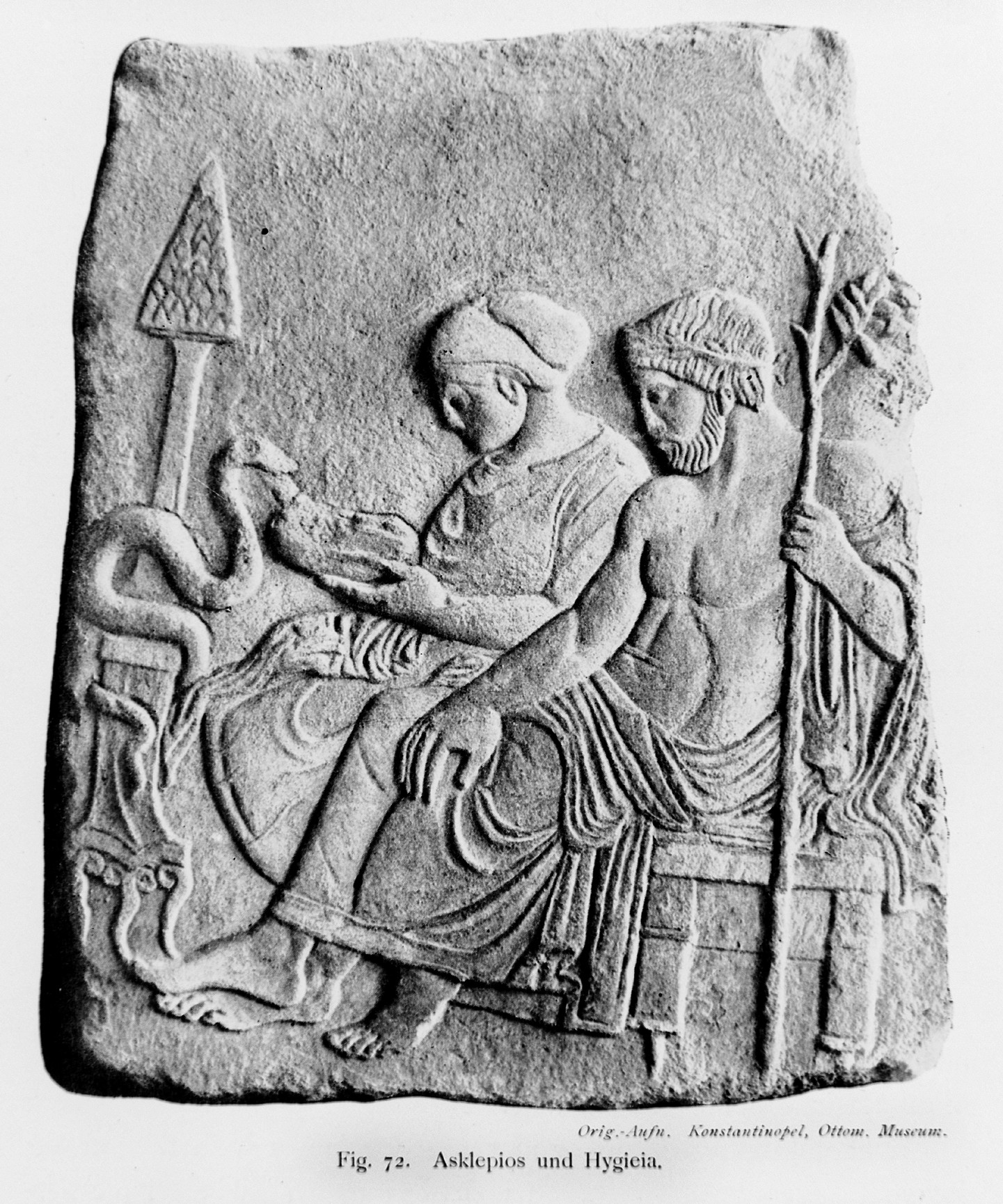
Asclépios et sa fille Hygie.

L'invocation aux Dieux se comprend aisément. Apollon est Dieu et médecin en tant que père d'Asclépios (Esculape), le héros guérisseur, lui-même père de deux filles, Hygie, déesse de la santé, et Panacée, déesse des soins. L'engagement au sein d'une famille (réelle ou symbolique) de médecins se fait sous l'égide d'une famille divine. Les médecins hippocratiques étaient appelés Asclépiades car ils prétendaient descendre d'Asclépios.
La première partie montre la force de la relation maître-élève en médecine, elle équivaut à la relation père-fils. Le respect du maître relève de la piété filiale. C'est une vieille idée de l'Antiquité qui a longtemps persisté : dans certains métiers, on ne peut être bon que de père en fils, car seul l'apprentissage dès l'enfance permet d'acquérir les dispositions nécessaires. Le nouveau-venu ou le tard-venu dans le domaine médical souffrait d'un préjugé défavorable. L'ouverture de l'enseignement médical à l'extérieur de la famille doit tenir compte de ce préjugé. L'élève est vraiment un nouveau fils, puisqu'il s'engage à pourvoir, si nécessaire, aux besoins du maître et à l'enseignement gratuit des enfants du maître. Son insertion professionnelle est aussi une insertion générationnelle.
Cette partie du serment se présente comme un contrat associatif entre maître et élève, c'est l'expression d'une libre volonté entre individus privés. Ce n'est pas une loi, ou un règlement imposé, de la Cité qui s'appliquerait à des citoyens. Ce type d'engagement est différemment interprété par les historiens. Selon Edelstein, la force quasi mystique et religieuse de cet engagement n'a qu'un seul équivalent en Grèce antique : le rituel d'initiation des Pythagoriciens qui, eux aussi ont une relation maître-élève analogue. C'est un des arguments qui font dire à Ludwig Edelstein que le Serment d'Hippocrate serait imprégné de pythagorisme. D'autres, comme Debru, pensent que cette partie du serment ne reflète qu'une confrérie professionnelle, une guilde qui prend sa place dans la société.

### Devoirs envers les malades
Le bien du malade, au physique et au moral, est la priorité du médecin. Celui-ci doit faire ce qui est utile et avantageux pour le malade.

#### Le régime
Cela commence par la direction du régime (diététique). Selon la doctrine hippocratique, un régime approprié peut corriger le déséquilibre des humeurs. Les avis divergent sur le sens de « je m'abstiendrai de tout mal et de toute injustice », il faudrait lire « je les écarterai de tout mal et de toute injustice », c'est-à-dire, non seulement proposer ce qui est bon, mais aussi interdire ce qui est mauvais pour le malade. Selon Edelstein, les Pythagoriciens définissent les appétits du corps comme des conséquences des tendances de l'âme. Le médecin doit aider le malade à lutter contre des désirs malsains et incontrôlés d'une nourriture qui ne lui convient pas.

#### L'interdiction du poison
L'interdiction du poison a fait l'objet d'un débat. Cela a été interprété comme l'interdiction du meurtre ou de la complicité d'assassinat, ou encore comme une mesure de sécurité pharmaceutique (remèdes dangereux). Les commentateurs modernes considèrent qu'il s'agit bien de l'interdiction de faciliter le suicide assisté (ou l'euthanasie active).
Il existait dans l'Antiquité païenne ce que Danielle Gourevich appelle le suicide philosophique rationnel, qu'elle décrit ainsi : le candidat au suicide (faisant partie de l'élite intellectuelle) s'informe et réfléchit, il prend l'avis de médecin sur la gravité et le pronostic de sa maladie. Le médecin ainsi consulté sait parfaitement qu'il s'agit de suicide. Le candidat discute avec sa famille et ses amis. Il prend sa décision, les réunit, fait un dernier sermon sur les valeurs de sa vie, et avale une coupe de poison, fournie par son médecin. L'Histoire a retenu le nom de Thrasyas de Mantinée, un médecin qui aurait inventé une « drogue de la mort douce », à base de pavot et de cigüe.
Edelstein passe en revue toutes les écoles philosophiques grecques et leur positionnement sur le suicide. Une seule pose un interdit absolu, sans aucune exception : celle des Pythagoriciens. Il explique ainsi pourquoi ce passage du serment ne correspond pas à ce qu'on sait de son cadre social. L'auteur du serment ferait partie d'un groupe isolé et minoritaire.

#### L'interdiction de l'avortement
La sentence sur l'avortement est, avec celle du poison, la plus controversée du Serment et de la médecine grecque antique. La plupart des commentateurs historiques l'interprètent comme une interdiction de l'avortement, voire comme son origine. Même un grand spécialiste d'Hippocrate, l'historien W.H.S. Jones (en) (1876-1963) qui traduit correctement l'interdiction du pessaire abortif, l'interprète au sens large comme une interdiction de l'avortement sous toutes ses formes.
Cette controverse est présente dès l'Antiquité, car dans d'autres textes hippocratiques (De la nature de l'enfant, De la nature de la femme…) le médecin conseille ou participe à des manœuvres abortives,. Dans les siècles suivants, des auteurs comme Scribonius Largus, Théodore Priscien ou Soranos d'Éphèse l'interprètent comme une interdiction, mais ils prescrivent eux-mêmes des remèdes abortifs selon les circonstances,. 
D'Aristote aux premiers auteurs chrétiens, il existe plusieurs théories antiques du fœtus (du statut de l'embryon). Selon l'une, le fœtus ne nait que de la semence paternelle, la mère n'étant qu'un réceptacle (le sol qui reçoit la graine). Le fœtus ne prendrait vie que lors de son animation (lorsque la mère en perçoit les mouvements), ce qui correspond à peu près au 3e mois de grossesse. L'interdiction du Serment ne concernerait que les avortements tardifs,. La théorie dominante des textes hippocratiques est celle de l'union des semences paternelles et maternelles, où le fœtus croît sous l'harmonie du chaud (chaleur de la mère) et du froid (respiration de la mère). Le fœtus est vivant dès sa conception. Cette théorie est aussi celle des Pythagoriciens. Edelstein (1902-1965) fait remarquer que les interdictions du poison et de l'avortement s'enchaînent en une seule phrase, aussitôt suivies d'un appel à l'innocence et à la pureté du médecin. Il en conclut qu'il s'agit plus que de simples interdits éthiques, mais bien de véritables tabous, conformes au Pythagorisme.
Pour des commentateurs modernes, le Serment ne fait que prohiber l'utilisation des substances abortives les plus dangereuses,,, ceci dans le cadre plus général de compétence techné et de réputation doxa. John M. Riddle (en) interprète ce passage comme une interdiction des pessaires en tant que moyens, mais pas de l'avortement en lui-même, alors que Jacques Jouanna en fait une des interdictions absolues de l'éthique hippocratique, la grandeur du Serment consistant à refuser des pratiques abortives courantes. Quelle que soit la façon de résoudre ce « défi herméneutique », le principe fondamental qui sous-tend ce passage est ici ne pas nuire.

#### L'interdiction de la taille
La taille était l'opération chirurgicale qui consistait à extraire un gros calcul (la pierre) de la vessie (lithiase vésicale). De nos jours, dans les pays développés, la lithiase vésicale est devenue une maladie rare (contrairement à la lithiase rénale ou urétérale), mais elle se rencontre encore dans les pays les plus pauvres. Elle était très fréquente dans l'Antiquité, où elle touchait principalement les enfants en étant liée à des carences alimentaires et vitaminiques, surtout au moment du sevrage ; la maladie n'apparaissant aux yeux des médecins antiques que des années plus tard. L'opération se pratiquait donc le plus souvent chez le grand enfant, ou le très jeune adulte. Elle nécessitait de la part de l'opérateur du sang-froid, de la dextérité, et de la rapidité. Un opérateur doué et chanceux peut l'effectuer en une minute. Cette opération dite « taille par le petit appareil » sera délaissée à partir du XVIe siècle apr. J.-C.

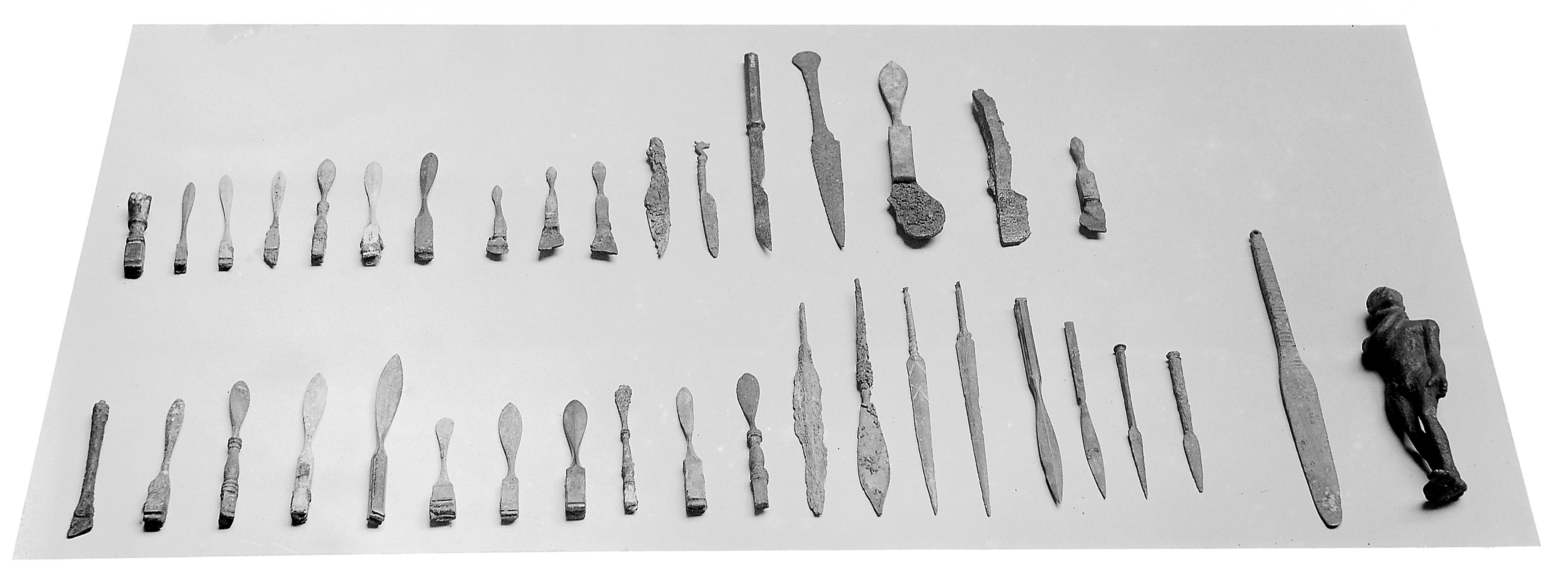
Instruments chirurgicaux gréco-romains.

Les avis divergent sur les raisons d'interdiction d'une opération commune à l'époque. Émile Littré pensait qu'il s'agissait de ne pas prendre le risque de castration (en fait de vasectomie, section d'un canal déférent) ; Debru, le risque mortel d'infections. La plupart des commentateurs y voient plus simplement l'avertissement de ne pas aller au-delà de ses compétences : il faut laisser cette opération « à ceux qui s'en occupent ». L'expression a donné à penser qu'il existait des chirurgiens spécialistes dès cette époque, mais cela peut vouloir dire aussi qu'il faut laisser cette opération à « ceux qui en ont l'expérience », ou à « ceux qui osent en assumer le risque ».
Pour Edelstein, l'auteur du Serment ne fait que respecter un tabou pythagoricien : l'interdiction d'inciser. Pour les autres, il s'agit tout aussi bien d'éviter de léser le malade (« d'abord ne pas nuire ») que d'éviter d'y laisser sa réputation.

#### Contrôler sa conduite
Au domicile du patient, le médecin maitrise sa conduite par la force de ses vertus. Dans le texte hippocratique Du Médecin, cela passe d'abord par l'attitude qui convient pour plaire au malade. Le médecin doit être d'aspect propre et avenant « en ayant une physionomie réfléchie, sans austérité ; autrement il paraitrait arrogant et dur ; d'un autre côté [il ne faut pas] se laisser aller au rire et à une gaieté excessive […] ce ne sont pas de petits rapports que ceux du médecin avec les malades ; les malades se soumettent au médecin, et lui, à toute heure, est en contact avec des femmes, des jeunes filles, des objets précieux ; il faut, à l'égard de tout cela, garder les mains pures » (Du Médecin, 1).

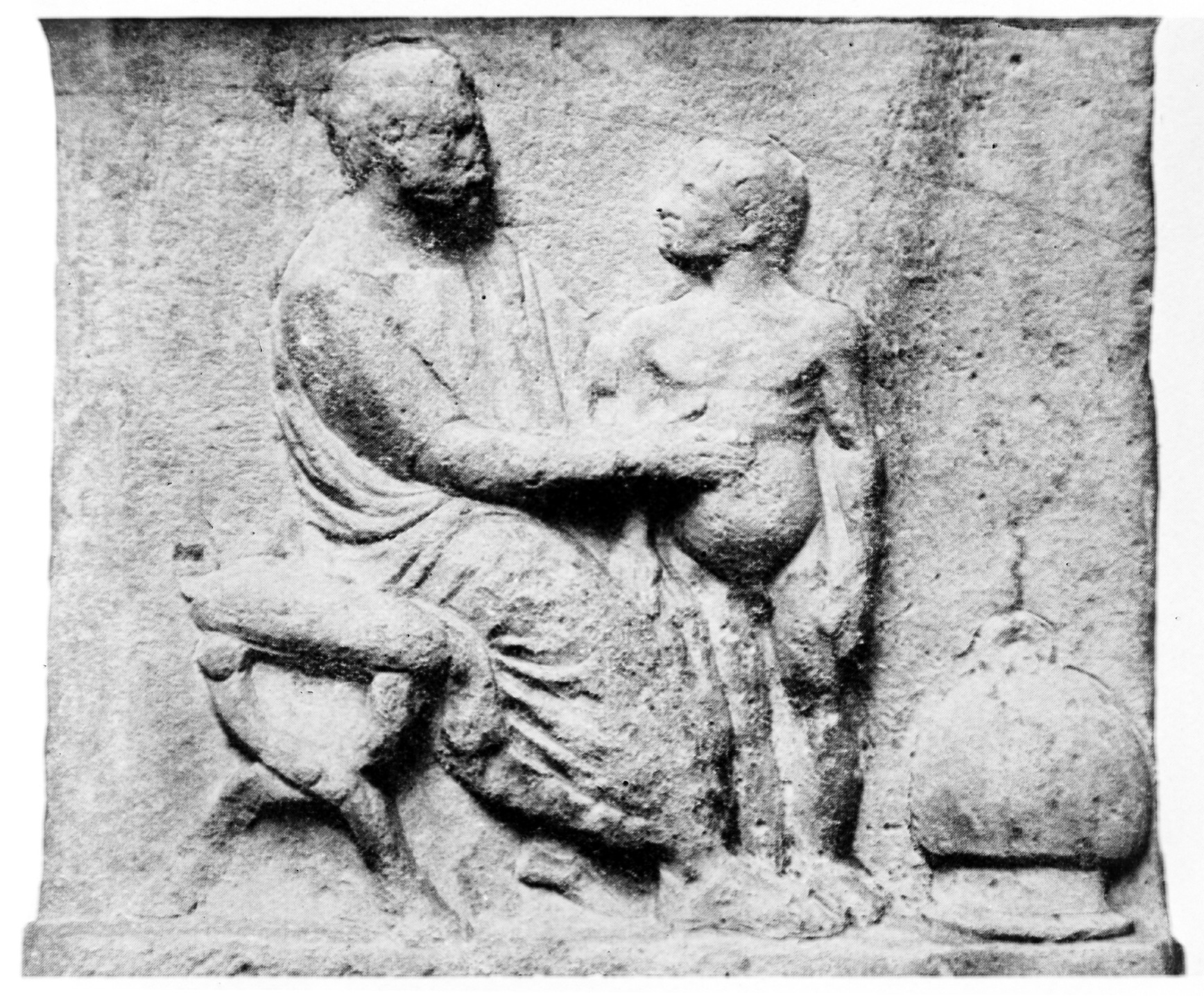
Médecin grec examinant son jeune patient.

Le Serment met en valeur ce refus d'abuser de la situation (méfaits, faveurs sexuelles). Le médecin sait résister à la tentation tout en restant accessible. C'est ce qu'on appellerait aujourd'hui « la neutralité bienveillante », qui s'applique ici à tous, libres ou esclaves. Dans d'autres textes hippocratiques, on retrouve ce refus de distinguer entre riches et pauvres, concitoyens et étrangers, comme le fameux « S'il y a lieu de secourir un homme étranger et pauvre, c'est surtout le cas d'intervenir ; car là où est l'amour des hommes est aussi l'amour de l'art » (Préceptes, 6).
La discrétion sur ce que le médecin voit ou entend peut être comprise comme une façon de préserver la confiance du malade et de sa famille, et le secret médical actuel. Cependant le texte précise « même en dehors de l'exercice de ma profession », Edelstein s'en étonne pour en conclure qu'il ne s'agit pas là d'une discrétion de précaution, mais bien d'un devoir de secret en toutes circonstances ; attitude qui serait à mettre en parallèle avec les pratiques de silence et de secret des Pythagoriciens. Pour d'autres commentateurs, il s'agit d'un moyen d'asseoir la réputation sociale du médecin.
Enfin, le Serment se termine sur une louange et une imprécation, avec l'espérance d'une réputation éternelle, mais bien terre à terre, et dans la mémoire des hommes.
Selon Edelstein, le Serment peut être compris comme un véritable manifeste pythagoricien (rituel initiatique, importance du régime, divers tabous, abstinence sexuelle, silence et secret, etc.) d'une faible minorité de médecins. Cette interprétation, vraie ou fausse, est devenue moins importante aujourd'hui. Un autre aspect émerge, celui d'un texte de défense professionnelle, dans un contexte précaire, où les médecins, pour exister, doivent surtout compter sur leur image et leur réputation.

## Le serment à travers les âges

### Antiquité païenne
La renommée d'Hippocrate existait de son vivant et grandit après sa mort. Son œuvre sera abondamment commentée et reprise tout au long des siècles suivants. Mais le Serment, lui, aura un faible impact sur la réalité des pratiques médicales de l'Antiquité, surtout dans le monde romain.
Pline l'Ancien se vantait de ce que les Romains ont vécu pendant six siècles sans avoir besoin de médecins, c'est-à-dire de professionnels prétendant posséder un savoir réfléchi. A ses yeux, le médecin est une invention grecque. Les premiers médecins Grecs arrivent à Rome vers le IIIe siècle av. J.-C. Pas plus que les Grecs, les Romains n'ont de législation précise sur l'enseignement ou la pratique de la médecine. Il n'existe pas de règles, ni de sanctions. Les médecins se répartissent tout au long de l'échelle sociale : du médecin de haut rang, médecin-ami d'un riche et puissant personnage, au sorcier-guérisseur de campagne, en passant par le médecin-fonctionnaire des gladiateurs.

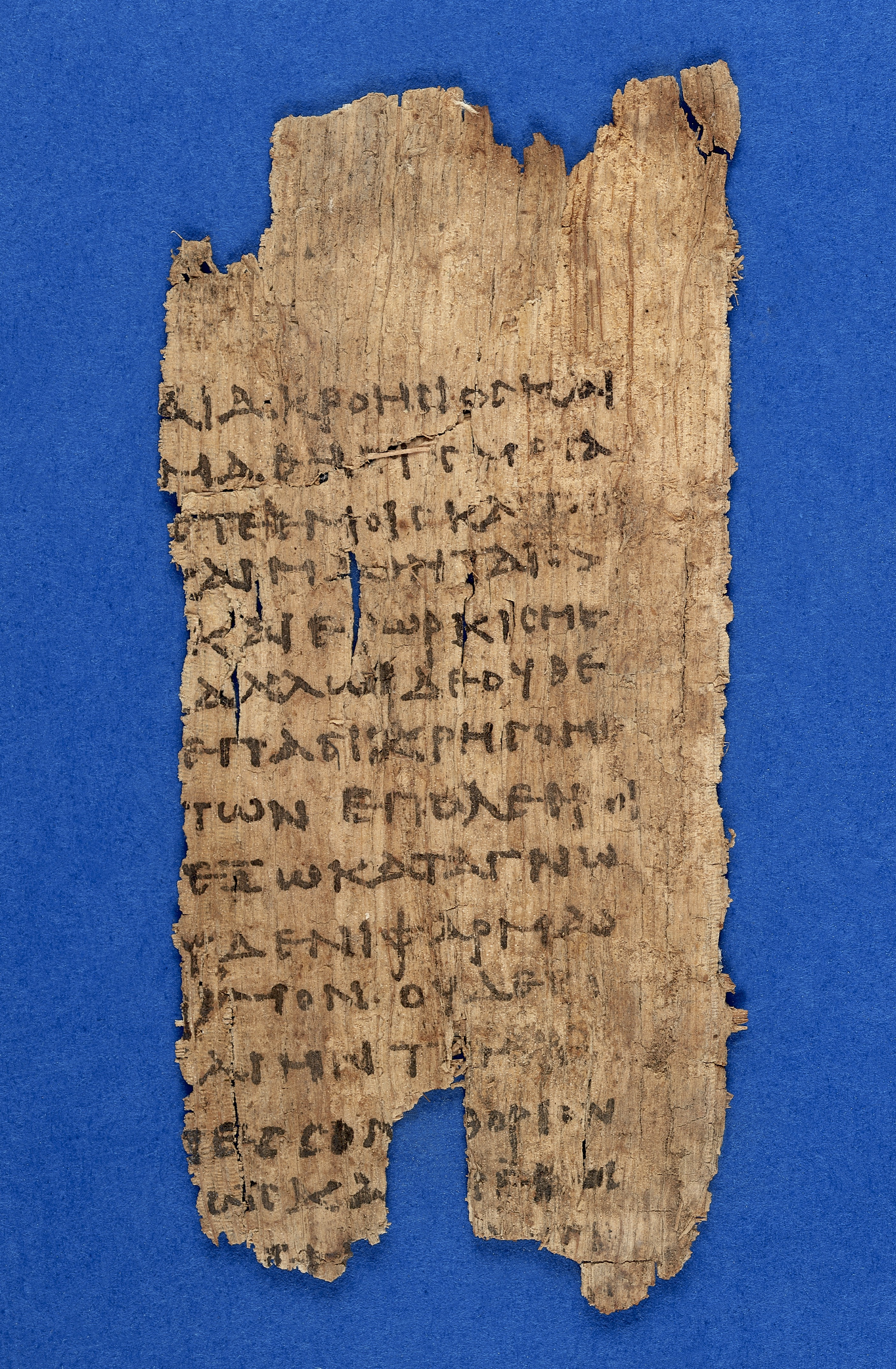
Fragment du serment d'Hippocrate, papyrus d'Oxyrhynque 2547 du Wellcome Library, Londres.

Du IVe siècle av. J.-C. au IIe siècle apr. J.-C., les interdits du Serment ne sont pas appliqués : la plupart des médecins fournissent du poison, des remèdes abortifs, et pratiquent l'opération de la taille. La littérature latine forge même l'image de l'anti-Hippocrate, du médecin marron, assassin, fraudeur, menteur, voleur et séducteur. Néron avait ses médecins-bourreaux qu'il envoyait pour aider au « suicide » de ses ennemis. Lorsqu'une femme ou son médecin était condamnés pour avortement, c'était pour avoir lésé les droits du père. En effet, le fœtus appartient au père, qui dispose du droit de vie et de mort sur le nouveau-né, la naissance étant le seul moyen d'en vérifier le sexe.
Cependant, il existe toujours des médecins hippocratiques fidèles à l'esprit du Serment. On cite plusieurs cas de médecins qui ont préféré se suicider plutôt que d'aider au suicide demandé (cas du médecin de l'Empereur Hadrien). Par leurs écrits, des médecins entretiennent et développent une réflexion éthique, comme Scribonius Largus, Soranos d'Ephèse, Celse, Galien… avec des inflexions nouvelles. L'avortement reste interdit mais avec des exceptions liées à la santé de la mère (grossesse à risque). Aux valeurs hippocratiques de justice, pureté, discrétion… s'ajoutent celles de compassion et d'empathie. Mais ces dernières peuvent vite se transformer en complaisance, surtout avec les malades du sommet de l'échelle sociale.
Le Serment d'Hippocrate se retrouve dans une position fragile, voire impossible. C'est alors que de nouvelles croyances surgissent dans le cadre du monothéisme juif. Le Serment va servir de pont entre le savoir médical et la foi en un Dieu unique et créateur.

### Monde juif
Dans le monothéisme juif (et plus tard chrétien et musulman), le monde a été créé par un Dieu unique, la nature procède de sa parole. De même, l'homme a été créé à l'image de Dieu. Ce Dieu parle aux hommes pour leur inculquer sa Loi. Si la maladie et la guérison viennent de Dieu, les trois religions doivent résoudre le conflit, du moins la tension, entre le fatalisme de la maladie et le devoir de soigner.

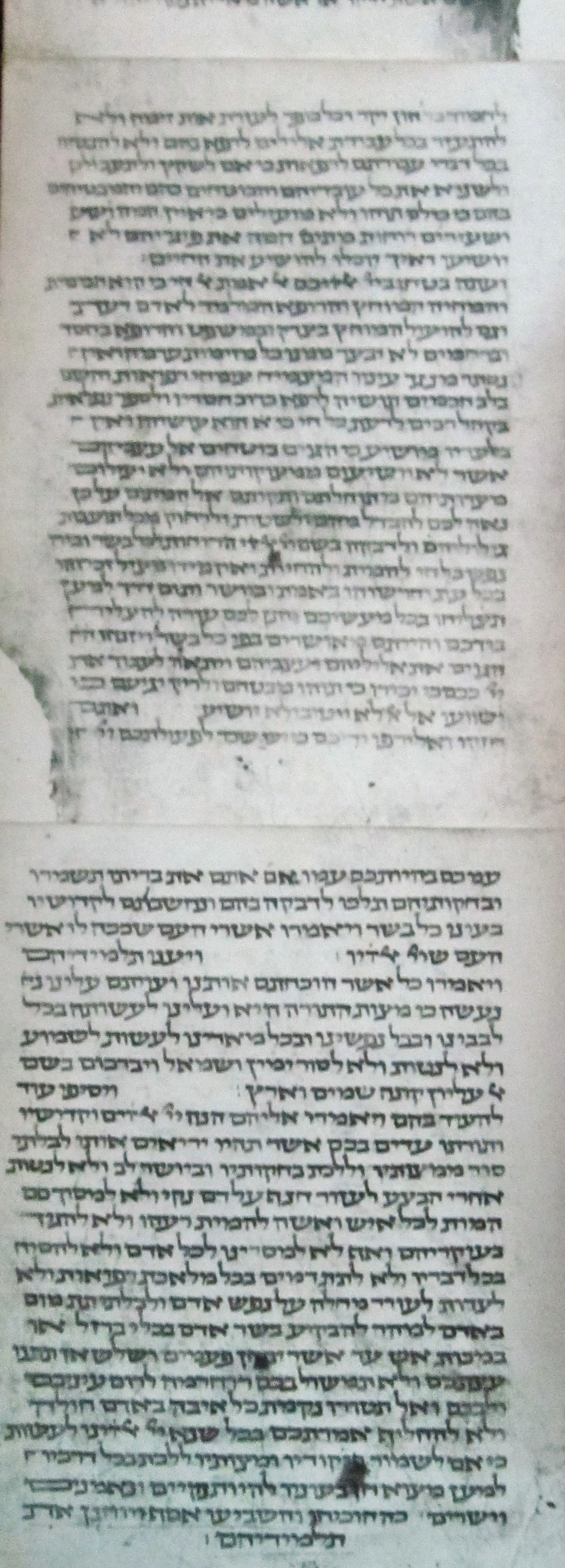
Serment d'Assaf, manuscrit VIe siècle.

Dans le monde juif, les pratiques de soins sont étroitement liées aux pratiques religieuses. Outre la Bible, le Talmud (IIe siècle av. J.-C. au VIe siècle apr. J.-C.), et différents autres textes rabbiniques énoncent les exigences rituelles de pureté (séparation du pur et de l'impur, purifications, régime alimentaire…), ainsi que les devoirs envers les malades. Ces devoirs s'accompagnent d'interdits concernant l'avortement, l'infanticide (exposition des nouveau-nés), le suicide, etc. autant de contenus qui ne sont pas contradictoires avec l'éthique du Serment d'Hippocrate. Dans le Talmud apparaissent des distinctions entre le prêtre chargé de dire le pur et l'impur (le « cohen »), « hygiène préventive » selon Isidore Simon, et un médecin plus professionnel, chargé des techniques de soins (le « rophé »).
Au contact du monde gréco-romain et des doctrines hippocratiques, une évolution apparaît. Au proche-Orient, à l'époque pré-islamique, des juifs étudient aussi la médecine dans les écoles du Nestorianisme (Antioche, Alexandrie, Ninive…). La maladie reste toujours perçue comme d'origine divine, mais soigner devient noble en soi.
Le premier serment post-Hippocratique est le serment d'Assaf. Assaf Harofe aurait vécu à Tibériade en Palestine, à une date indéterminée, entre le IIIe et le Ve siècle apr. J.-C., pour enseigner la médecine en Syrie. Son serment est connu comme manuscrit du VIIe siècle apr. J.-C. Il s'agit d'un pacte entre maître et élèves, faisant référence à Hippocrate et Galien. La guérison est l'œuvre de Dieu, le médecin n'est qu'un instrument dans la main de Dieu, mais c'est un instrument autonome qui cherche les remèdes dans la nature, car si le mal est d'origine divine, le remède l'est aussi. Assaff reprend le triangle hippocratique du médecin, de la maladie et du malade, pour ré-affirmer avec Hippocrate que le médecin aide le malade dans sa lutte contre la maladie. Le médecin doit soigner gratuitement les pauvres, ne commettre aucun crime dans sa pratique, ni infliger d'infirmités.
Isaac Israeli (IXe siècle), dans son Guide du Médecin ou Morale médicale, traite de la noblesse de la médecine. L'homme est à l'image de Dieu, mieux connaitre l'homme pour le soigner, c'est mieux connaitre l'œuvre de Dieu. Il en est de même pour la nature, création de Dieu. Le médecin prépare l'action de la nature, « il est celui qui enlève les pierres du chemin » de la guérison. Israeli donne une grande place à l'aspect spirituel (« psychologique ») de la relation médecin-malade. Ainsi, selon lui, promettre la guérison a, en soi, une valeur thérapeutique.
L'éthique de la médecine hébraïque est finalement contenue dans le serment de Maïmonide (médecin du XIIe siècle), mais il s'agit d'un texte d'un médecin juif de Berlin, rédigé en 1783, qui se serait inspiré de la prière des médecins de Zahalon (médecin juif de Rome du XVIIe siècle). Il existe, de toute façon, une continuité éthique, faite de prières et de serments, qui intègre ou recycle le Serment d'Hippocrate aux préoccupations des communautés médicales juives.

### Monde musulman
L'islam apparaît en Arabie au VIIe siècle. La nouvelle religion doit se confronter à la mentalité païenne des tribus nomades bédouines, à leur morale faite d'honneur et d'hospitalité, mais aussi de vengeance guerrière, de polygamie et d'infanticides (exposition des nouveau-nés de sexe féminin), et dont la médecine est de type magique (djinns et démons). Dans les centres urbains les juifs et les chrétiens entretiennent leurs savoirs traditionnels. En Perse et en Égypte, les musulmans rencontrent la culture de langue syriaque (langue sémitique) qui transmet le savoir gréco-romain. Ils vont réaliser un vaste travail de synthèses et de compromis pour appuyer leur foi nouvelle. La morale coranique prend en compte les idéaux des philosophes grecs, la distinction pur/impur de la tradition hébraïque, des éléments de la morale chrétienne (nestorienne), Cette morale met en avant les devoirs et l'humilité à l'égard de Dieu, et la fraternité des croyants.
Il existe une médecine prophétique, populaire, qui insiste sur la dimension spirituelle, la foi et le fatalisme, qui tente de réunir toutes les opinions, authentiques ou non, de Mahomet sur la santé et les maladies. Le Coran et ses versets peuvent avoir en eux-mêmes une valeur magique thérapeutique. Il existe aussi une médecine plus ouverte et plus professionnelle, représentée par des médecins cultivés (philosophie grecque et médecine gréco-romaine). Au fur et à mesure de la conquête musulmane, tout le savoir connu (y compris indien, voire chinois) est pris en compte.

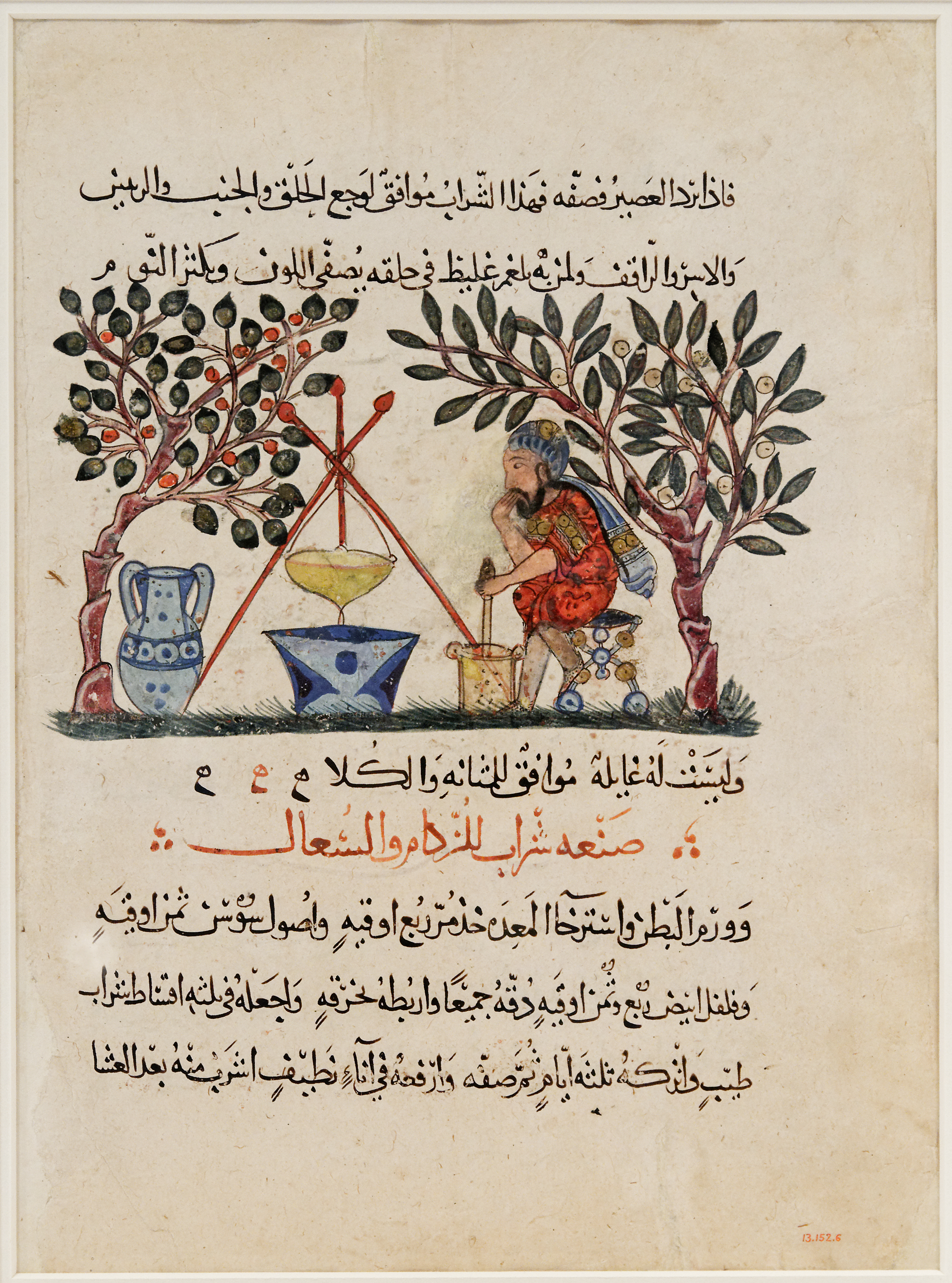
Médecin préparant une potion, manuscrit arabe de 1224 du Materia Medica de Dioscoride.

Le plus important, et le plus ancien, texte d'éthique médicale est celui de Ruhawi (Ishaq ibn 'Ali al-Ruhawi, IXe siècle), auteur de Adab al-Tabib (Morale pratique du médecin), qui se réfère à Aristote, Platon, Hippocrate et Galien. En 20 chapitres, l'auteur cherche à montrer la dignité de la médecine, conçue comme une aide aux malades avec l'aide de Dieu. Le médecin est « le gardien du corps et de l'âme ». Forces du corps et forces morales vont de pair. Le médecin doit être au malade, ce qu'un bon gouvernant est à son pays. Le médecin doit être pieux, sensible, lettré, il agit sans hâte. Il agit par la crainte de Dieu, qui lui donne la force d'être clément et miséricordieux, vrai et utile pour le malade. Le médecin reste humble face à Dieu, et digne devant les hommes. Ruhawi critique les soignants indignes : les charlatans et les empiriques non-lettrés qui lèsent le petit-peuple, et les médecins mondains qui flattent leurs malades riches et puissants, pour profiter d'une vie de cour. Pour lui, devenir médecin nécessite une prédisposition vertueuse. Il suggère de faire passer un examen aux élèves, basé non seulement sur le savoir médical, mais aussi sur les idées et les forces morales du candidat.
De même qu'il existe une tradition islamique de la mémoire des actes et des paroles du Prophète, il existe une tradition des actes et des paroles des grands médecins, où Hippocrate et Galien sont en position prééminente. La personne même d'Hippocrate est mise en valeur (ce que ne font ni les juifs ni les chrétiens). C'est le médecin-modèle, l'ancêtre exemplaire qui sera considéré comme tel dans le monde arabe jusqu'au XIIIe siècle. L'image retenue est celle d'un Hippocrate, sage et modéré, ferme et courageux dans ses valeurs morales, qui méprise l'argent, et qui tient tête aux puissants qui veulent l'utiliser ou le corrompre. Bien entendu, les musulmans (comme les juifs et les chrétiens) vont adapter le Serment d'Hippocrate, en supprimant les références aux Dieux païens, le naturalisme trop terrestre, et la recherche de renommée.
Selon J.-C. Sournia on ne connait pas de serment musulman, mais selon G. Strohmaier un serment d'Hippocrate adapté a pu être prêté par les futurs médecins, probablement à Bagdad à partir du Xe siècle. Ibn al-Ukhuwwa (mort en 1329) est un muthasib (inspecteur fonctionnaire de la cité et des marchés), auteur d'un ouvrage où il énumère les devoirs de sa fonction, notamment de vérifier les médecins en les questionnant sur leurs études faites, leurs instruments, en leur faisant prêter le serment d'Hippocrate. Toutefois, comme cela n'est formulé par aucune loi, il s'agirait plus d'un idéal à atteindre que d'une obligation.

### Monde chrétien

#### Origines
Dans les Évangiles, Jésus apparaît comme un guérisseur, faiseur de miracles. Il rend la vue aux aveugles, et il fait marcher les paralytiques. Plus exactement, c'est la foi en Jésus qui guérit, mais Jésus est aussi souffrant sur la croix, il est sauveur par son corps meurtri et humilié. Pour les premiers chrétiens, le corps est un problème : une source de péchés et de désirs à réprimer. Il y a aussi la souffrance rédemptrice, la résurrection de la chair, l'immortalité de l'âme… autant de concepts apparemment étrangers à la doctrine hippocratique. Au maximum, quand l'Église deviendra riche et influente, un mouvement monastique ascétique se produira en réaction. Des moines iront affronter les démons dans les déserts, la maladie apparaissant même nécessaire et désirable pour leur salut.
Toutefois, les médecins hippocratiques (enseignants et élèves éduqués aux écoles de Cos) n'ont pas été écartés de la vie quotidienne des païens convertis à la foi chrétienne. Selon O.Tomkin, malgré le mouvement ascétique, il se produit une infiltration de la médecine hippocratique, dans le monde chrétien, dès le IIIe siècle apr. J.-C. Les pères de l'Église qui élaborent une doctrine chrétienne de la nature humaine, vont aussi se servir du savoir et du comportement hippocratique, le rendant compatible avec la foi en Jésus-Christ.

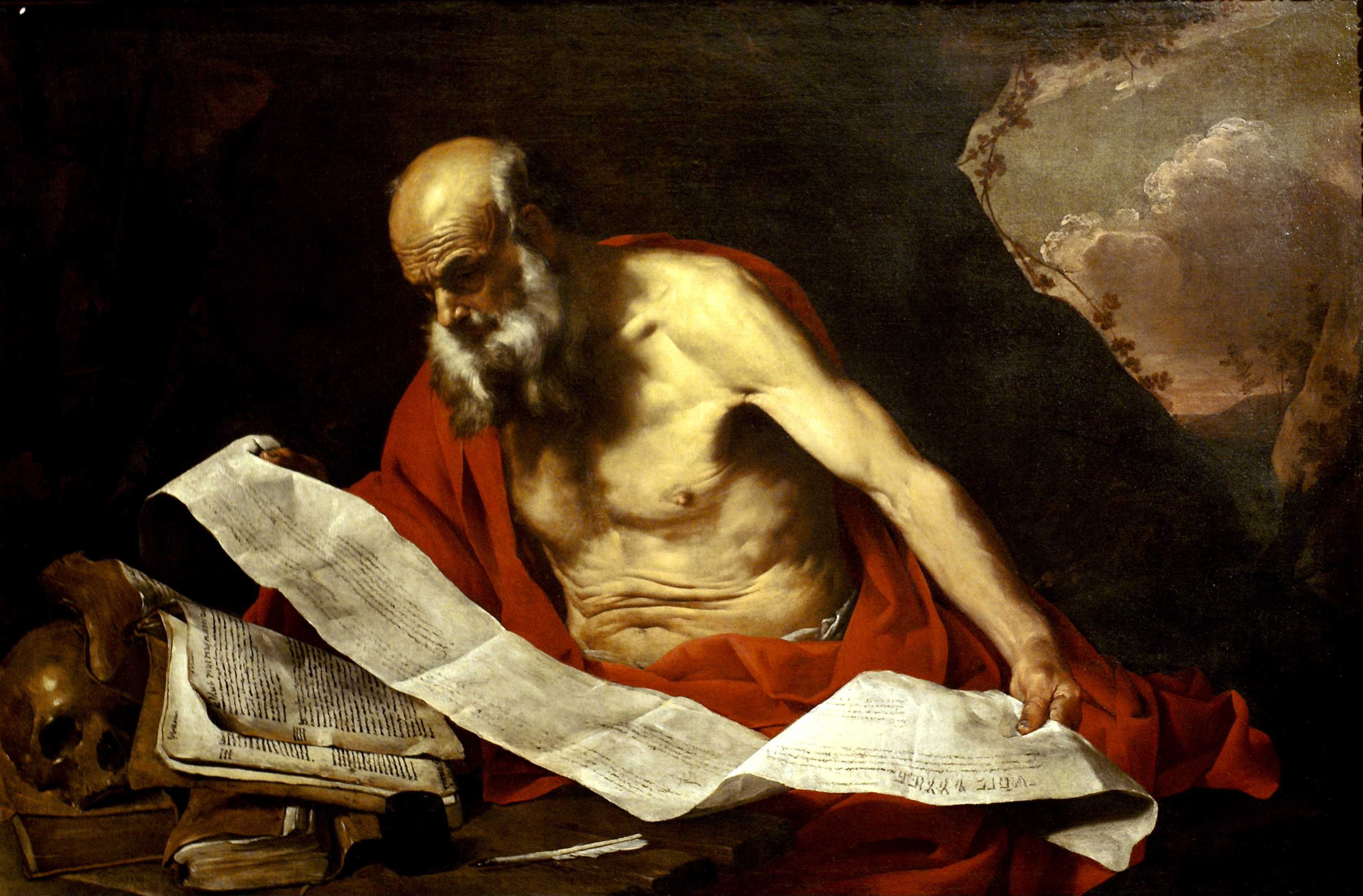
St Jérôme lisant (1652) du peintre flamand Hendrick de Somer, Galerie nationale d'Art ancien (Rome).

Déjà dans le Didaché, on trouve le concept judéo-chrétien (et hippocratique) du respect de la vie (interdit du meurtre, de l'avortement, de l'abandon des nouveau-nés). Au IIIe siècle Origène cherche une synthèse entre foi chrétienne et philosophie grecque. Toutes les sagesses et connaissances (y compris médicales) doivent être attribuées à Dieu. Saint Jérôme se réfère à Hippocrate comme modèle de vertus et d'étiquette (langage, habillement, manières, discrétion).
Saint Basile et Saint Jean Baptiste parlent de l'utilité de la médecine, des plantes médicinales, de la nécessité de combattre la maladie. Le corps est la demeure (voire le temple) de l'âme, et mérite le respect en tant que tel. Une distinction est créée entre médecine du corps et médecine de l'âme qui entrent en résonance, chacune prenant modèle sur l'autre. Le Christ reste le médecin suprême de l'âme, en retour le médecin chrétien du corps reçoit un peu de prestige du Christ. Le naturalisme hippocratique est reconnu par l'Église, comme un ensemble de principes d'ordre et de règles, d'observation et de méditation personnelle, principes créés et voulus par Dieu.
Cassiodore (490-585) mentionne les serments sacrés des hommes de l'art de médecine. En Occident, on trouve une médecine monastique (pratiquée dans les couvents et les monastères), faite de rituels, prières, et plantes médicinales. Les moines-médecins sont engagés dans les soins aux pauvres. Ils accomplissent l'œuvre de Dieu car « ce que Hippocrate dit, c'est ce que Dieu permet ». Le malade est objet d'amour car il reproduit l'image du Christ souffrant et nécessiteux. Le Serment d'Hippocrate est cité ou reproduit dans de nombreux manuscrits médicaux anonymes du IXe au XIe siècle, y compris jusqu'en Europe du Nord. La présentation du texte en forme de croix (voir illustration en début d'article) montre l'intégration chrétienne d'un texte païen (l'invocation aux Dieux étant remplacée par l'invocation à Dieu).

#### Du Moyen Âge aux Lumières
Toutefois les mondes juifs, chrétiens et musulmans ne sont pas séparés, ils s'imbriquent et s'influencent mutuellement, ce sont ces influences conjointes qui touchent l'occident après le XIe siècle par la Méditerranée avec le développement de l’école de médecine de Salerne, puis des premières universités de médecine, notamment la Faculté de médecine de Montpellier. Durant le XIIe siècle, cinq conciles restreignent puis interdisent la pratique médicale aux religieux (trop de moines s'absentent de leurs monastères pour apprendre la médecine et la pratiquer à titre privé).
À partir du XIIIe siècle, la médecine devient peu à peu entièrement laïque (les médecins sont laïques, mais les Universités de médecine sont patronnées par l'évêque local). C'est la médecine scolastique, qui voit la séparation progressive de la médecine et de la chirurgie. La médecine dite « art libéral » est enseignée à l'Université, alors que la chirurgie dite « art manuel » s'enseigne entre compagnon et apprenti. Dans les Universités françaises, selon C. Allix, on ne prêtait pas de serment identique ou analogue à celui d'Hippocrate. En revanche, les chirurgiens organisés en confréries ou compagnonnages pratiquaient des serments rituels.

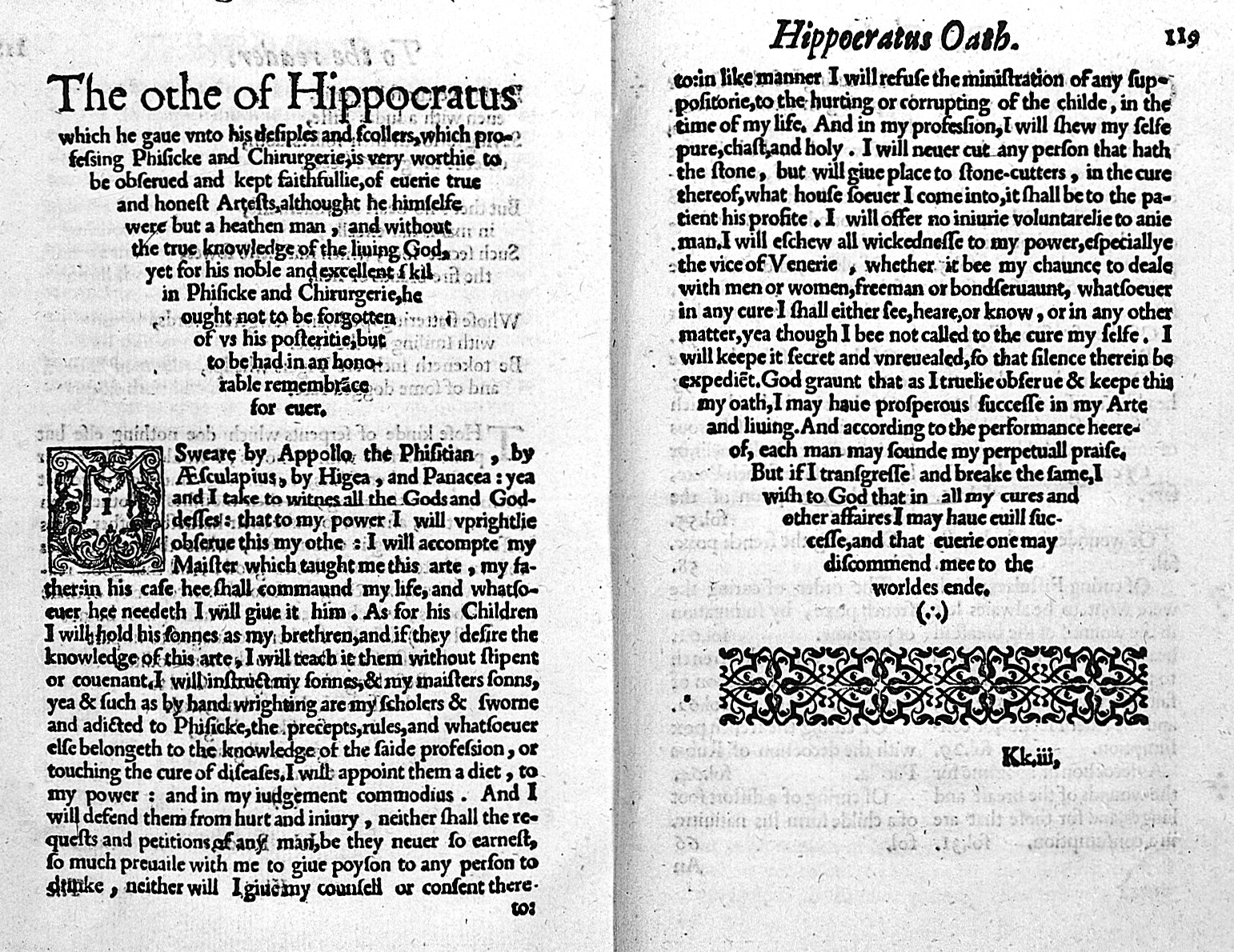
Serment d'Hippocrate, dans un traité de chirurgie de Franciscus Arcaeus (1493-1573?), édition anglaise de 1588.

La première version imprimée du serment d'Hippocrate est la traduction latine du grec de Fabio Calvo. Elle se trouve dans la première édition des Œuvres d'Hippocrate (Hippocratis Octoginta volumina…) imprimée à Rome en 1525.
En Allemagne, les universités de médecine se dotent de statuts faisant prêter un serment d'Hippocrate, incluant la loyauté envers l'Université et ses Autorités (Heidelberg et Iéna, en 1558).
Après la Renaissance, une multitude de théories et de systèmes médicaux rivalisent avec la médecine hippocratique, mais les idéaux du Serment gardent leur prestige. En Angleterre, sous la période élisabéthaine (XVIe siècle), apparaissent les premières règlementations professionnelles des médecins qui s'appuient directement sur le Serment d'Hippocrate. On connait quatre versions anglaises du Serment, ce sont les premières adaptations modernes. Aux idéaux hippocratiques se superposent des préoccupations sociales. Ainsi « enseigner gratuitement les enfants du maître » est changé en « soigner gratuitement les pauvres ». Le Serment engage l'intégrité et la dignité de la profession médicale, en retour l'État assure la régulation des activités des médecins et sanctionne les illégaux.
Au XVIIe siècle, cette dignité ne résiste guère à la réalité sociale. Les médecins de Molière sont bien une réalité, puisqu'un médecin, Samuel Sorbière (1610-1670), rédige un petit ouvrage au titre significatif Avis à un jeune Médecin sur la manière dont il doit se comporter en la pratique de la médecine, vu la négligence que le public a pour elle, et les plaintes qu'on fait des médecins.
Au XVIIIe siècle, des médecins des Lumières citent toujours le Serment d'Hippocrate, mais avec ce commentaire « existe-t-il un païen plus honnête ? », façon ironique de laisser entendre qu'il existe des chrétiens plus malhonnêtes.

### Temps modernes
La Révolution française détruit radicalement l'Ancien Régime. Les fondations d'un nouveau monde médical sont posées sous l'Empire (commencées sous le Directoire, et terminées sous la Restauration). Médecine et chirurgie sont réunifiées, enseignées dans des hôpitaux publics. La génération médicale révolutionnaire, qui rejette toutes les vieilles théories et anciens systèmes, a vraiment l'impression de repartir de zéro : « Supposons que rien n'est encore fait, que tout est à faire », tel est le mot de François Magendie. La médecine est refondée par la méthode anatomoclinique et la physiologie expérimentale. Les doctrines d'Hippocrate et de Galien sont totalement rejetées. En moins d'un demi-siècle, la Grande-Bretagne et l'Allemagne adoptent cette révolution médicale, suivis par le monde entier.
Pourtant Hippocrate reste encore debout. L'Hippocrate doctrinaire, celui des 4 humeurs, est oublié, mais l'Hippocrate clinicien, celui qui observe les malades sans idées préconçues, est un précurseur prestigieux pour les médecins Français. L'Hippocrate environnemental, celui qui observe les airs, les lieux et les eaux où se trouvent les malades, est un modèle non moins prestigieux pour les médecins Anglais. Le Serment d'Hippocrate lui, se ritualise, il s'imprime à la fin des thèses de doctorat. En France, la Faculté de Montpellier est la première à faire un long serment d'Hippocrate en latin, au nom de Dieu, en 1804, puis en français au nom de « l'Être suprême » en 1872.
Elle sera imitée par la plupart des autres facultés, celle de Paris d'abord, puis Strasbourg, qui adopteront des versions plus courtes (parfois réduites à une seule phrase) du Serment de Montpellier. Le Serment a du mal à entrer dans la modernité. Par exemple, dans son ouvrage sur l'histoire française de la contraception et de l'avortement au XIXe siècle, A. McLaren met bien les médecins comme acteurs du débat, mais sans jamais citer une morale hippocratique. Les médecins ne font pas appel à une morale, mais à leur savoir : ils sont là pour justifier médicalement l'ordre social dominant, notamment l'infériorité de la femme, et son incapacité foncière à prendre des décisions qui doivent rester sous le contrôle de la société masculine.
Les limites du Serment sont d'autant plus apparentes que l'on utilise un nouveau vocabulaire : les termes d'éthique et de déontologie. En Angleterre, Thomas Percival (1740-1804) est le premier médecin à rédiger un code moderne d'éthique médicale. En 1803, il publie Medical Ethics, or a Code of Institutes and Precepts, Adapted to the Professional Conduct of Physicians and Surgeons. Ce code aura une grande influence dans les pays anglophones, il sera adopté par les médecins américains dès 1847, et périodiquement révisé aux États-Unis. Il en est de même pour le Canada et l'Australie.
En France, le médecin M. Simon réalise un travail analogue en 1845, Déontologie médicale ou des devoirs et des droits des médecins dans l'état actuel de la civilisation, mais son impact sera plus limité. Contrairement aux pays anglo-saxons, la France du XIXe siècle et de la IIIe République n'a pas un ensemble fiable et écrit de consignes éthiques, ni de règlementation précise sur la pratique médicale. Le Code Napoléon ne prévoit pour les professionnels de santé qu'un seul article, l'article 378 du code pénal, sur le secret médical. La loi s'applique surtout aux médecins au courant des faits biologiques et sexuels de leurs patients. Au départ, il s'agissait, pour le législateur, de préserver la réputation des familles, et d'assurer la transmission des biens (héritages). Le médecin remplace le curé en tant que gardien de secret.
Pour défendre leurs intérêts et leur réputation, les médecins anglais s'associent sur le modèle du club de gentlemen, en France ils doivent le faire sur le modèle du syndicat. De fait, la déontologie française d'origine répond d'abord aux besoins intra-professionnels des médecins (entre eux et avec les autres professionnels de santé) et seulement indirectement aux intérêts des patients. Cette déontologie restant informelle, les syndicats médicaux français proposent la création d'un Conseil de l'Ordre dès la fin du XIXe siècle. Il sera créé sous le régime de Vichy, le 7 octobre 1940, dissous à la Libération et recréé par l'Ordonnance du 24 septembre 1945, signée par le ministre communiste de la Santé François Billoux (premier gouvernement de Gaulle). Ce nouvel Ordre, plus autonome, est chargé de rédiger un code de déontologie qui sera inscrit dans la loi en 1947. Depuis cette date, tous les médecins français ont l'obligation légale de se conformer à ce code, périodiquement révisé.
Le Serment d'Hippocrate n'est plus qu'un symbole rituel, mais qui garde son prestige. Au cours de l'histoire, il apparait comme un nucleus, un noyau sans cesse retaillé, qui cristallise autour de lui toutes les nouvelles préoccupations d'une époque ou d'une civilisation. Ce que l'on croit comprendre du serment d'Hippocrate diffère souvent d'une période ou d'un contexte à l'autre. Même les médecins criminels nazis, au cours de leur procès, se sont situés par rapport au serment, en étant indignés que l'on puisse rejeter leur interprétation.

« Dans de telles circonstances, l'histoire du Serment d'Hippocrate devient l'histoire de l'éthique médicale en elle-même. Son sens peut disparaître, ou devenir si étroit qu'il ne s'applique qu'à peu de thèmes comme l'avortement, l'euthanasie, ou le secret médical, hors du contexte plus large de la médecine hippocratique ancienne. Il est sorti de l'histoire de la médecine pour devenir un argument de rhétorique ». »

## Serments contemporains

### Dans le monde
Après la Seconde Guerre mondiale, l’« Association médicale mondiale » (AMM) est créée en 1947, prenant la suite de l’Association professionnelle internationale des Médecins d'avant-guerre. C'est une organisation internationale officielle sur les problèmes d'éthique médicale.
Sa première mission a été de formuler un équivalent moderne du serment d’Hippocrate, connue comme la Déclaration de Genève ou serment de Genève (1948). Elle a aussi élaboré un Code international d’éthique médicale (1949) puis un « Manuel d’éthique médicale ».

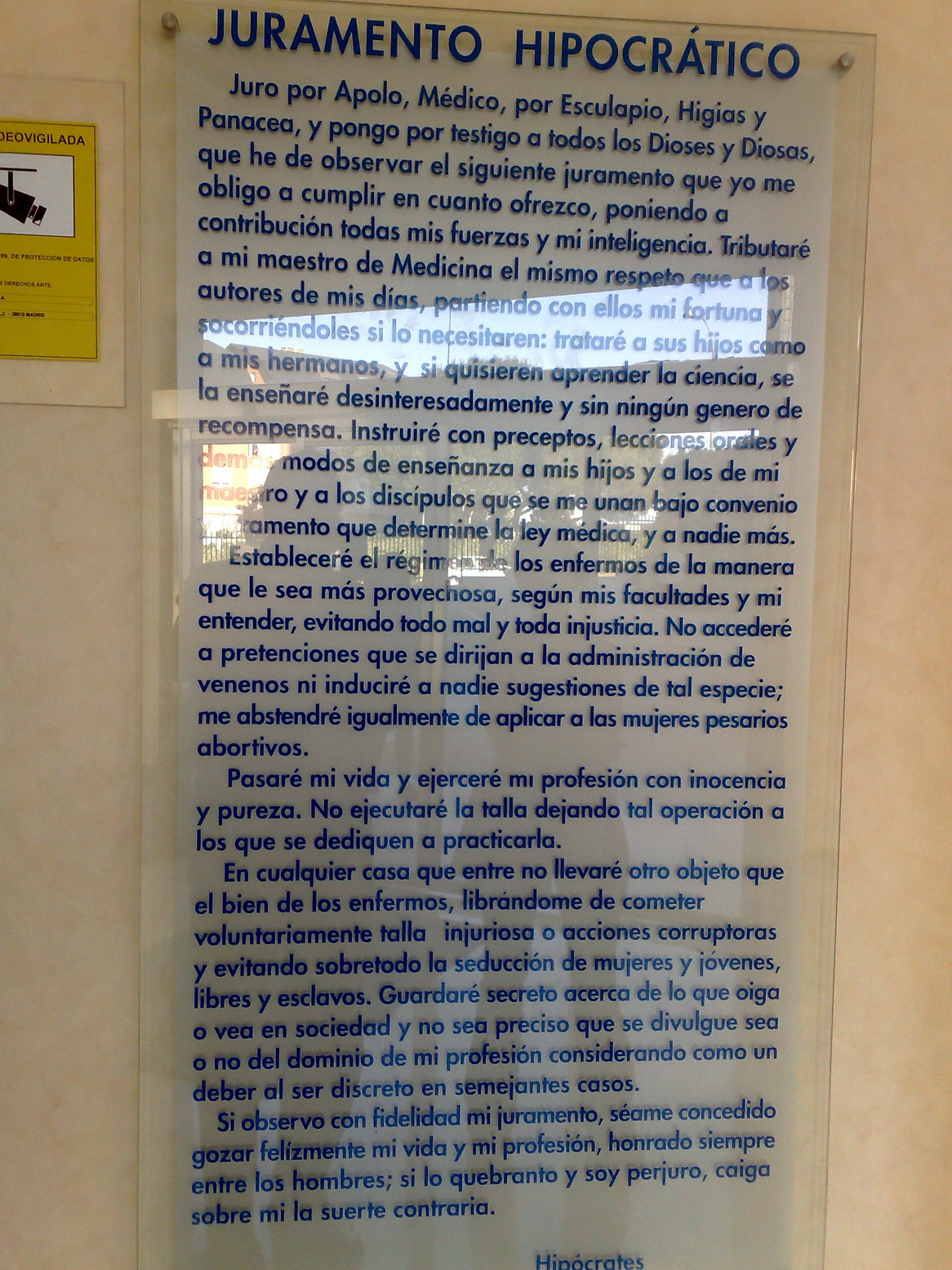
Serment d'Hippocrate en espagnol, à l'entrée de l'Hôpital de Torrelodones, Madrid, en 2009.

La Déclaration ou Serment de Genève a été amendé plusieurs fois, sa dernière révision (octobre 2020, pour la version française uniquement) est la suivante :
« En qualité de membre de la profession médicale,
Je prends l'engagement solennel de consacrer ma vie au service de l’humanité ;
Je considérerai la santé et le bien-être de mon patient comme ma priorité ;
Je respecterai l’autonomie et la dignité de mon patient ;
Je veillerai au plus grand respect de la vie humaine ;
Je ne permettrai pas que des considérations d’âge, de maladie ou d’infirmité, de croyance, d’origine ethnique, de genre, de nationalité, d’affiliation politique, de race, d’orientation sexuelle, de statut social ou tout autre facteur s’interposent entre mon devoir et mon patient ;
Je respecterai les secrets qui me seront confiés, même après la mort de mon patient ;
J'exercerai ma profession avec conscience et dignité, dans le respect des bonnes pratiques médicales ;
Je perpétuerai l’honneur et les nobles traditions de la profession médicale ;
Je témoignerai à mes professeurs, à mes collègues et à mes étudiants le respect et la reconnaissance qui leur sont dus ;
Je partagerai mes connaissances médicales au bénéfice du patient et pour les progrès des soins de santé ;
Je veillerai à ma propre santé, à mon bien-être et au maintien de ma formation afin de prodiguer des soins irréprochables ;
Je n'utiliserai pas mes connaissances médicales pour enfreindre les droits humains et les libertés civiques, même sous la contrainte  ;
Je fais ces promesses sur mon honneur, solennellement, librement ».
Dans les années 1990, plus de 110 pays font prêter un serment dans les facultés de médecine. À part l'Extrême-Orient et l'Australie, on retrouve un peu partout un serment inspiré du Serment d'Hippocrate ou du Serment de Genève.
Au niveau européen, il n'y a pas encore d'harmonie entre les codes nationaux de déontologie médicale. Des conférences internationales travaillent à l'unification européenne du droit médical (Principes d'éthique médicale européenne, en 1987). Il n'existe pas de serment européen, la référence restant le serment mondial de Genève (ci-dessus).
Une étude réalisée en 2014-2015 dans 150 écoles américaines et canadiennes relevait qu'« alors que 54,7% des serments prêtés sont des « variantes » du serment d’Hippocrate, un nombre croissant d’étudiants rédigent eux-mêmes leur serment, soit 14,9% » et que « l’interdiction de l’homicide volontaire apparait seulement dans 2% des écoles. »

### En France
Les médecins sont soumis au code de déontologie, inscrit dans le Code de santé publique, qui a force de loi. Toutefois les facultés de médecine font encore généralement réciter un serment aux nouveaux médecins (dans les années 1990, un serment médical est prêté dans au moins 25 facultés de médecine sur 37). Ce serment moderne, le plus souvent toujours appelé serment d'Hippocrate même s'il s'en éloigne, s'inspire généralement du texte d'origine et a pour principal objectif de rappeler aux nouveaux médecins dans un cadre solennel qu'ils sont liés à des obligations légales, morales et éthiques. On peut aussi considérer son énonciation, comme un rite de passage du statut d'étudiant à celui de médecin, de valeur morale, mais sans portée juridique.
De plus, lors de l'inscription à l'Ordre, les médecins s'engagent sous serment et par écrit, à respecter le code de déontologie médicale. Les médecins français sont responsables, devant la loi, du respect de ce code. Les médecins militaires possèdent un règlement de déontologie qui leur est propre.
En 1966, le serment est révisé pour ne plus contenir d'hostilité à la liberté d'avorter, non encore garantie par le législateur français[réf. nécessaire].
Serment du Conseil de l'Ordre des médecins (2012) :
| « Au moment d'être admis à exercer la médecine, je promets et je jure d'être fidèle aux lois de l'honneur et de la probité. Mon premier souci sera de rétablir, de préserver ou de promouvoir la santé dans tous ses éléments, physiques et mentaux, individuels et sociaux. Je respecterai toutes les personnes, leur autonomie et leur volonté, sans aucune discrimination selon leur état ou leurs convictions. J'interviendrai pour les protéger si elles sont affaiblies, vulnérables ou menacées dans leur intégrité ou leur dignité. Même sous la contrainte, je ne ferai pas usage de mes connaissances contre les lois de l'humanité. J'informerai les patients des décisions envisagées, de leurs raisons et de leurs conséquences. Je ne tromperai jamais leur confiance et n'exploiterai pas le pouvoir hérité des circonstances pour forcer les consciences. Je donnerai mes soins à l'indigent et à quiconque me le demandera. Je ne me laisserai pas influencer par la soif du gain ou la recherche de la gloire. Admis dans l'intimité des personnes, je tairai les secrets qui me seront confiés. Reçu à l'intérieur des maisons, je respecterai les secrets des foyers et ma conduite ne servira pas à corrompre les mœurs. Je ferai tout pour soulager les souffrances. Je ne prolongerai pas abusivement les agonies. Je ne provoquerai jamais la mort délibérément. Je préserverai l'indépendance nécessaire à l'accomplissement de ma mission. Je n'entreprendrai rien qui dépasse mes compétences. Je les entretiendrai et les perfectionnerai pour assurer au mieux les services qui me seront demandés. J'apporterai mon aide à mes confrères ainsi qu'à leurs familles dans l'adversité. Que les hommes et mes confrères m'accordent leur estime si je suis fidèle à mes promesses ; que je sois déshonoré et méprisé si j'y manque. » |

Serment d'Hippocrate, tel qu'il est prêté à la Faculté de médecine de Montpellier :
| « En présence des Maîtres de cette École, de mes chers condisciples et devant l'effigie d'Hippocrate, je promets et je jure, au nom de l'Être suprême, d'être fidèle aux lois de l'honneur et de la probité dans l'exercice de la médecine. Je donnerai mes soins gratuits à l'indigent et n'exigerai jamais un salaire au-dessus de mon travail. Admis dans l'intérieur des maisons, mes yeux n'y verront pas ce qui s'y passe ; ma langue taira les secrets qui me seront confiés et mon état ne servira pas à corrompre les mœurs ni à favoriser le crime. Respectueux et reconnaissant envers mes Maîtres, je rendrai à leurs enfants l'instruction que j'ai reçue de leurs pères. Que les hommes m'accordent leur estime si je suis fidèle à mes promesses. Que je sois couvert d'opprobre et méprisé de mes confrères si j'y manque. » |

### Pays francophones

#### En Belgique
Les jeunes diplômés médecins prononcent un serment lors de l'inscription à l'Ordre des médecins, dont la version de juillet 2011 est :
Au moment où je deviens membre de la profession médicale, je m’engage à œuvrer de mon mieux pour une médecine de qualité, au service des personnes et de la société. J’exercerai la médecine avec conscience et application. Au service de mes patients, je favoriserai leur santé et soulagerai leurs souffrances. J’informerai correctement les personnes qui font appel à mes soins. Je garderai les secrets appris du fait de la pratique de ma profession et les confidences faites par mes patients, même après leur mort. Je tiendrai mes professeurs et tous ceux qui m’ont formé en haute estime pour ce qu’ils m’ont appris. J’actualiserai mes connaissances, ne dépasserai pas les limites de mes compétences et je contribuerai autant que possible au progrès de la médecine. J’utiliserai de manière responsable les moyens que la société met à disposition et j’œuvrerai pour des soins de santé accessibles à tous. J’entretiendrai des rapports collégiaux avec mes confrères. Je serai respectueux envers mes collaborateurs. Je veillerai à ce que des convictions politiques ou philosophiques, des considérations de classe sociale, de race, d’ethnie, de nation, de langue, de genre, de préférence sexuelle, d’âge, de maladie ou de handicap n’influencent pas mon attitude envers mes patients. Je respecterai la vie et la dignité humaine. Même sous la pression, je n’admettrai pas de faire usage de mes connaissances médicales pour des pratiques contraires à la dignité humaine. Je fais ces promesses solennellement, librement et sur l’honneur.

#### Au Canada
Serment professionnel des médecins, en usage au Québec depuis le 15 décembre 1999 :
| J’affirme solennellement que : Je remplirai mes devoirs de médecin envers tous les patients avec conscience, loyauté et intégrité ; Je donnerai au patient les informations pertinentes et je respecterai ses droits et son autonomie ; Je respecterai le secret professionnel et ne révélerai à personne ce qui est venu à ma connaissance dans l’exercice de la profession à moins que le patient ou la loi ne m’y autorise ; J’exercerai la médecine selon les règles de la science et de l’art et je maintiendrai ma compétence ; Je conformerai ma conduite professionnelle aux principes du Code de déontologie ; Je serai loyal à ma profession et je porterai respect à mes collègues ; Je me comporterai toujours selon l’honneur et la dignité de la profession. |

#### En Suisse
Les médecins suisses sont soumis à un code de déontologie, il n'y a pas de serment au niveau fédéral. Le symbolisme du serment n'existe que dans une petite minorité de cantons.

## Musique
Plusieurs partitions reposent sur une partie du texte du serment :
- Serment-Orkos a été écrit par Iannis Xenakis (1922-2001) en 1981, commande du 15e congrès mondial de l' International Society of Cardiovascular Surgery.
- Der Eid des Hippokrates, par Mauricio Kagel (1931-2008), écrit et créé en 1984.